# Chris Duvall
Chris Duvall (Duluth, 10 settembre 1991) è un ex calciatore statunitense, di ruolo difensore e vice allenatore del St. Louis City 2.

## Carriera

### Giocatore

#### New York Red Bulls
Il 16 gennaio 2014 viene selezionato come 22ª scelta dal New York Red Bulls nel MLS SuperDraft 2014.
Fa il suo debutto nel calcio professionistico il 17 maggio 2014 sostituendo all'inizio del secondo tempo il compagno Kōsuke Kimura nella partita contro il Toronto. 
La sua prima partita da titolare è quella successiva, contro il Portland Timbers il 24 maggio 2017. Conclude la sua prima stagione da rookie positivamente, con 22 presenze.
Il 28 giugno 2015 segna la sua prima rete in campionato nella vittoria del derby contro i New York City FC finita 2-1.
Durante una partita di U.S. Open Cup contro un'altra compagine new yorkese, i New York Cosmos, si frattura la gamba sinistra dopo un fallo di gioco che lo farà stare fuori dal rettangolo verde per i prossimi mesi. Dopo vari infortuni fa il suo ritorno in campo nel maggio 2016 nella vittoria per 7-0 contro i rivali del New York City FC.

#### Montreal Impact
Il 13 dicembre 2016 si trasferisce al Montreal Impact.

### Allenatore
Dopo essere stato vice allenatore al Charleston Battery nella stagione 2022, il 23 gennaio 2023 viene annunciato come nuovo assistente allenatore al St. Louis City 2, seconda squadra del club e militante nella MLS Next Pro.

## Statistiche
Statistiche aggiornate al 4 gennaio 2022.
| Stagione                  | Squadra                   | Campionato                | Campionato | Campionato | Coppe nazionali | Coppe nazionali | Coppe nazionali | Coppe continentali | Coppe continentali | Coppe continentali | Altre coppe | Altre coppe | Altre coppe | Totale | Totale |
| Stagione                  | Squadra                   | Comp                      | Pres       | Reti       | Comp            | Pres            | Reti            | Comp               | Pres               | Reti               | Comp        | Pres        | Reti        | Pres   | Reti   |
| ------------------------- | ------------------------- | ------------------------- | ---------- | ---------- | --------------- | --------------- | --------------- | ------------------ | ------------------ | ------------------ | ----------- | ----------- | ----------- | ------ | ------ |
| 2014                      | New York Red Bulls        | MLS                       | 19         | 0          | USOC            | 1               | 0               | CCL                | 2                  | 0                  |             | -           | -           | 22     | 0      |
| 2015                      | New York Red Bulls        | MLS                       | 15         | 1          | USOC            | 1               | 0               |                    | -                  | -                  |             | -           | -           | 16     | 1      |
| 2016                      | New York Red Bulls        | MLS                       | 25+2       | 1          | USOC            | -               | -               | CCL                | 2                  | 0                  |             | -           | -           | 29     | 1      |
| Totale New York Red Bulls | Totale New York Red Bulls | Totale New York Red Bulls | 61         | 1          |                 | 2               | 0               |                    | 4                  | 0                  |             | -           | -           | 67     | 1      |
| 2017                      | Montreal Impact           | MLS                       | 27         | 1          | CC              | 3               | 0               |                    | -                  | -                  |             | -           | -           | 30     | 1      |
| 2018                      | Montreal Impact           | MLS                       | 15         | 0          | CC              | -               | -               |                    | -                  | -                  |             | -           | -           | 15     | 0      |
| Totale Montreal Impact    | Totale Montreal Impact    | Totale Montreal Impact    | 42         | 1          |                 | 3               | 0               |                    | -                  | -                  |             | -           | -           | 45     | 1      |
| mar.-magg. 2019           | Rio Grande Valley         | USLC                      | 3          | 0          | USOC            | -               | -               |                    | -                  | -                  |             | -           | -           | 3      | 0      |
| 2019                      | Houston Dynamo            | MLS                       | 1          | 0          | USOC            | 2               | 0               |                    | -                  | -                  |             | -           | -           | 3      | 0      |
| sett.-dic. 2019           | OKC Energy                | USLC                      | 3          | 0          | USOC            | -               | -               |                    | -                  | -                  |             | -           | -           | 3      | 0      |
| 2020                      | Portland Timbers          | MLS                       | 13         | 1          |                 | -               | -               |                    | -                  | -                  |             | -           | -           | 13     | 1      |
| 2021                      | FC Cincinnati             | MLS                       | 4          | 0          |                 | -               | -               |                    | -                  | -                  |             | -           | -           | 4      | 0      |
| Totale carriera           | Totale carriera           | Totale carriera           | 128        | 3          |                 | 7               | 0               |                    | 4                  | 0                  |             | -           | -           | 138    | 3      |

## Palmarès

### Competizioni Nazionali
- MLS Supporters' Shield: 1

New York Red Bulls: 2015
- MLS is Back Tournament: 1

Portland Timbers: 2020